# Вулиця Олексія Вадатурського (Миколаїв)
Вулиця Олексія Вадатурського — вулиця в історичній частині міста Миколаєва.

## Розташування
Вулиця Олексія Вадатурського — поперечна вулиця в Городовій частині старого Миколаєва. Тягнеться від Набережної вулиці на півночі до Пограничної вулиці на півдні. Далі вона переривається через забудову, з'являючись знову в районі провулку Образцова та доходить до Привокзальної площі.

## Історія
У проекті поліцмейстера П. І. Федорова, не затвердженому генерал-губернатором Миколаєва адміралом О. С. Грейгом, названа Інтендантською вулицею, оскільки проходила повз будинок Яцина — бухгалтера Чорноморського флоту, службовця інтендантської служби. 1835 року, поліцмейстер Г. Г. Автономов запропонував назву Німецька вулиця, через те, що на розі з вулицею Адміральською розташована  Лютеранська церква, яку в народі називали німецькою кірхою, а також оскільки у ній мешкали перші містяни, переважно німецького походження. 1890 року Міська Дума, з нагоди святкування 100-ліття від дня заснування міста, перейменувала вулицю на Фалєєвську — на згадку про найближчого помічника Г. О. Потьомкіна — бригадира Михайла Леонтійовича Фалєєва, першого будівничого Миколаєва та Адміралтейства (на цій вулиці стояв будинок Фалєєва). Після революції, з 1924 року іменувалася вулицею Леніна. 1960 року, вулиця Першотравнева стала проспектом Леніна (від 2016 року — Центральний проспект), а цій вулиці повернули її історичну назву — Фалєєвська.
26 липня 2024 року рішенням Миколаївської обласної державної адміністрації вулицю Фалєєвську перейменували на честь Героя України Олексія Вадатурського.

## Будівлі та пам'ятки

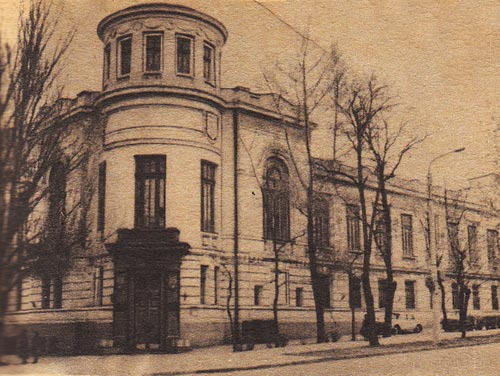
Будівля Санкт-Петербурзького комерційного банку (1909)

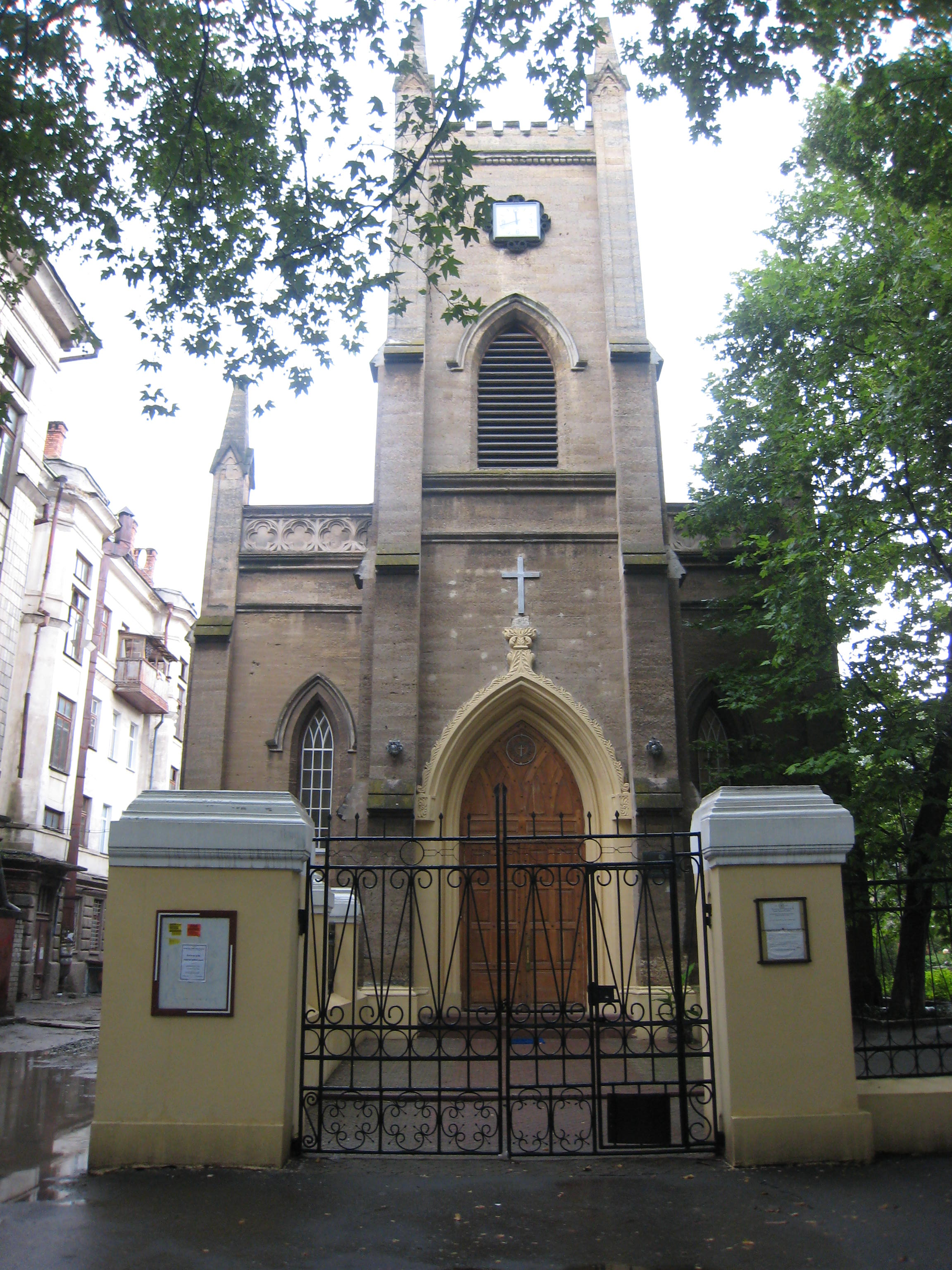
Лютеранська кірха на Фалєєвській вулиці

- Лютеранська кірха, на розі вулиць Адміральської та Фалєєвської, споруджена у 1848—1852 роках за проектом архітектора К. Акройда. Пам'ятка архітектури місцевого значення.[4]
- Грецька кам'яна церква, побудована за проектом невідомого автора у 1813—1817 роках. Розташована на розі вулиць Фалєєвської та Нікольської. Пам'ятка архітектури національного значення.[4]
- Колишня будівля Російського банку для зовнішньої торгівлі, споруджена у 1911—1912 роках за проектом архітектора В. Кабіольского в стилі російського класицизму. Розташована на розі вулиць Фалєєвської та Великої Морської. Пам'ятка архітектури місцевого значення.[4]
- Колишня будівля Санкт-Петербурзького комерційного банку, споруджена у 1909 році в стилі модерн. Нині тут міститься Миколаївське обласне управління НБУ. Пам'ятка архітектури місцевого значення.[4]
- Будинок № 17 (колишній № 7) на розі вулиць Фалєєвської і Адмірала Макарова, де містилися поштово-телеграфна контора і заїжджий двір. У різний час тут зупинялися В. Г. Бєлінський, М. О. Добролюбов, М. С. Щепкін та інші відомі діячі російської культури.